# Achyropsis
Achyropsis é um género botânico pertencente à família Amaranthaceae.

## Espécies
| - Achyropsis acicularis Benth. & Hook.f. 1880 - Achyropsis alba Benth. & Hook.f. 1880 - Achyropsis avicularis (E.Mey. ex Moq.) Cooke & C.H.Wright 1910 - Achyropsis conferta (Schinz) Schinz 1934 - Achyropsis filifolia C.C.Towns. 1980 - Achyropsis fruticulosa C.B.Clarke 1909 - Achyropsis gracilis C.C.Towns. 1980 - Achyropsis graminea Suess. & Overkott 1940 - Achyropsis greenwayi Suess. 1950 - Achyropsis laniceps C.B.Clarke & Beyerle 1938 | - Achyropsis laricifolia Schinz ex Peter 1938 - Achyropsis leptostachya Benth. & Hook.f. 1880 - Achyropsis longepedunculata (Peter) Suess. 1940 - Achyropsis minutissima Lambinon 1977 - Achyropsis oxyuris Suess. & Overkott 1940 - Achyropsis robynsii Schinz 1931 |